# عملیات پی‌بک

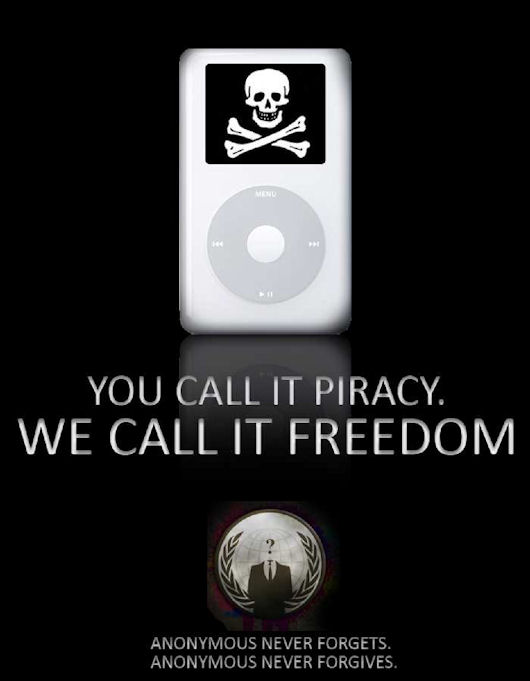
آگهی اولیه عملیات پی‌بک «شما به آن می‌گویید دزدی ما به آن می‌گوییم آزادی»

عملیات پی‌بک (به انگلیسی: Operation Payback) یک مجموعه حملات هماهنگ و غیر متمرکز است که توسط گروه موسوم به آنانیموس علیه مخالفان دزدی اینترنتی انجام گرفت. این گروه به طور رایجی با وبسایت ۴چن مربوط دانسته می‌شود.
عملیات پی‌بک به عنوان تلافی حملات انکار سرویس علیه وبسایت‌های تورنت آغاز شد. اما این واکنش اولیه به سرعت گسترش یافت و حملات گسترده‌ای علیه سازمان‌های مخالف اشتراک فایل همتا به همتا و طرفداران کپی‌رایت در اینترنت انجام گرفت. پس از آن در پی افشای اسناد دیپلماتیک آمریکا توسط ویکی‌لیکس، سازماندهان عملیات، حملات الکترونیک را علیه بانک‌هایی که ویکی‌لیکس را تحریم کرده بودند نیز آغاز کردند.